# Fler.cz

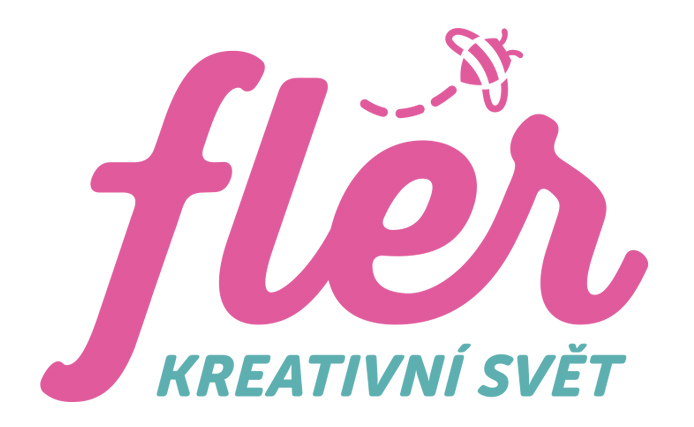
Logo Fler.cz

Fler.cz je internetové tržiště s rukodělnými výrobky. Na českém internetu začalo působit v počátcích hospodářské krize v roce 2008. Fler se snaží o propojení obchodního modelu se sociální sítí. Mimo služby zprostředkování prodeje nabízí také sociální funkce jako jsou diskuse, kluby, vnitřní pošta nebo vnitřní reklamní systém. Dále se zabývá vydáváním oborového on-line časopisu.
V roce 2009 se Fler.cz umístil v soutěži Křišťálová Lupa na pátém místě v kategorii Internetové obchodování, v roce 2015 dosáhl ve stejné kategorii třetího místa.